# 弗爾利卡河
43°21′23″N 17°18′19″E / 43.356426°N 17.305303°E

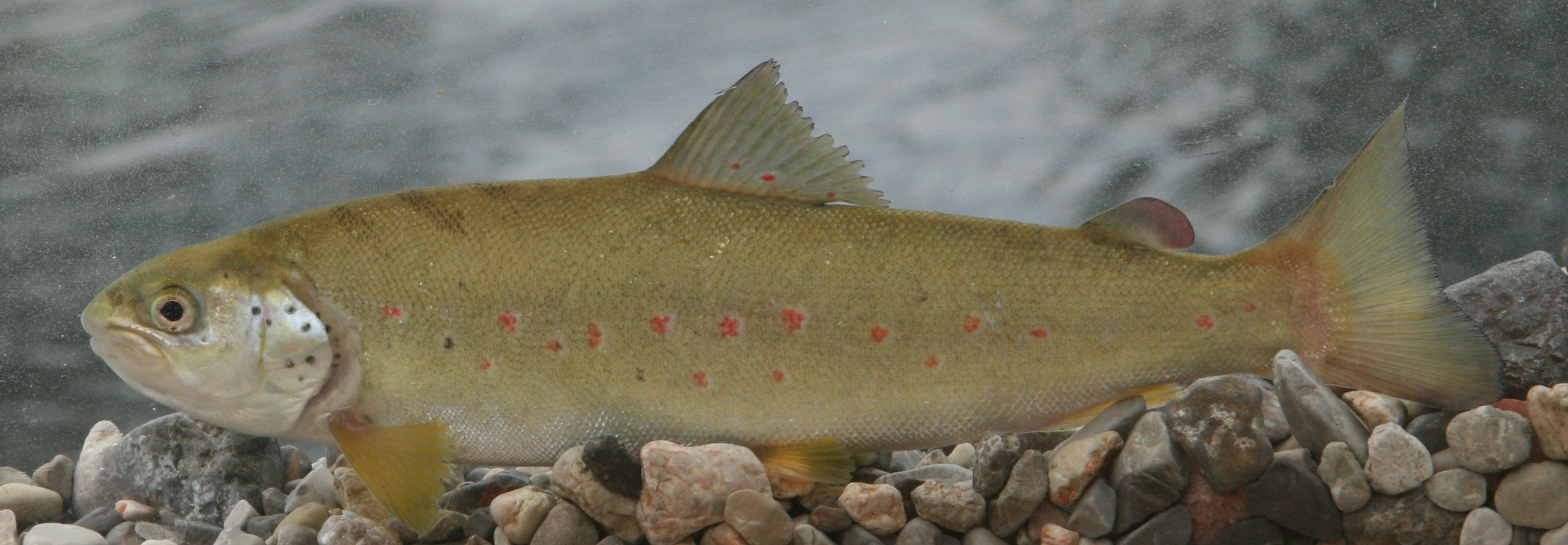

弗爾利卡河是歐洲的河流，流經克羅地亞和波斯尼亞和黑塞哥維那，河道全長20公里，流域面積365平方公里，發源自伊莫茨基附近。